# Föreningen för kvinnans politiska rösträtt i Strängnäs
Föreningen för kvinnans politiska rösträtt i Strängnäs, även kallad Strängnäsföreningen för kvinnans politiska rösträtt, var Strängnäs lokalförening inom Landsföreningen för kvinnans politiska rösträtt (LKPR), bildad den 14 februari 1906. Föreningen var verksam lokalt i Strängnäs och arbetade för införandet av kvinnors rösträtt i Sverige.

## Ordförande
- Erlin von Heijne 1906–1907
- Ebba von Engeström 1907–1908
- Augusta Widebeck 1908–1921